# 礼拝史
礼拝史（れいはいし）とは、主に初代教会に源流を置くプロテスタントの流れにある教会の礼拝様式の変遷の歴史である。

## 初代教会
2世紀の記録には、交唱形式による賛美歌や罪の告白やモーセの十戒の朗読があった。使徒信条の原型になった信仰告白文が用いられた。
聖書の言葉と聖餐式から構成されて、任職された教職者による神からの語りかけと、礼拝者の応答の部分からなっていた。

## 宗教改革
宗教改革は礼拝の改革でもあった。聖書的な礼拝を復興するために中世カトリックの儀式的で複雑な礼拝形式の単純化を強調した。
改革派教会ではジャン・カルヴァンの影響で詩篇歌が礼拝で歌われるようになった。改革者たちも古代教会の習慣に従い、祈祷書を制定したが、教会暦や聖書日課の制定には反対した。
宗教改革の終わり頃、ウェストミンスター会議では、1644年に礼拝指針を作成した。それにより、単純で自由な礼拝を特徴とするようになった。その結果、礼拝は洗礼や聖餐式などを除いて儀式的要素が排され、説教が中心となり、今日のプロテスタント教会の礼拝は貧しくなったと言われる。

## 今日
礼拝の様式を規定した礼拝指針でさえも軽視され、自由な礼拝の傾向にある。
クエーカーは礼拝のプログラムを設けず、礼拝中は信徒数名の短い「感話」（聖書朗読や賛美歌歌唱、証など）以外はひたすら黙想する。